# Nemorino
Nemorino  è un nome proprio di persona italiano maschile.

## Varianti
- Maschili: Nemore[1][2], Nemorio[2]
- Femminili: Nemorina[1]

### Varianti in altre lingue
- Catalano: Nemori[3], Nemorós[3]
- Latino: Nemorius, Nemorosus[3]
- Spagnolo: Nemorio[3], Nemoroso[3]

## Origine e diffusione
Deriva dal tardo nome latino Nemorius, da nemus, bosco, e significa "abitante del bosco", "relativo al bosco". Fu reso popolare nell'Ottocento dal protagonista dell'opera lirica di Donizetti L'elisir d'amore, rappresentata per la prima volta a Milano nel 1832.
In Italia è diffuso scarsamente ed è accentrato in Toscana ed Emilia-Romagna.

## Onomastico
L'onomastico si festeggia il 7 settembre in ricordo di san Nemorio (o Memorio), diacono ucciso con altri compagni da Attila a Breuil, presso Troyes.

## Il nome nelle arti
Nemorino è il protagonista de L'elisir d'amore di Gaetano Donizetti. Contadino d'animo nobile e generoso, da sempre innamorato della bella e capricciosa Adina, ma incapace di palesare i suoi sentimenti, ricorre all'aiuto del dottor Dulcamara per conquistarla. È lui a cantare la celebre romanza Una furtiva lagrima.